# Antraknoza owoców

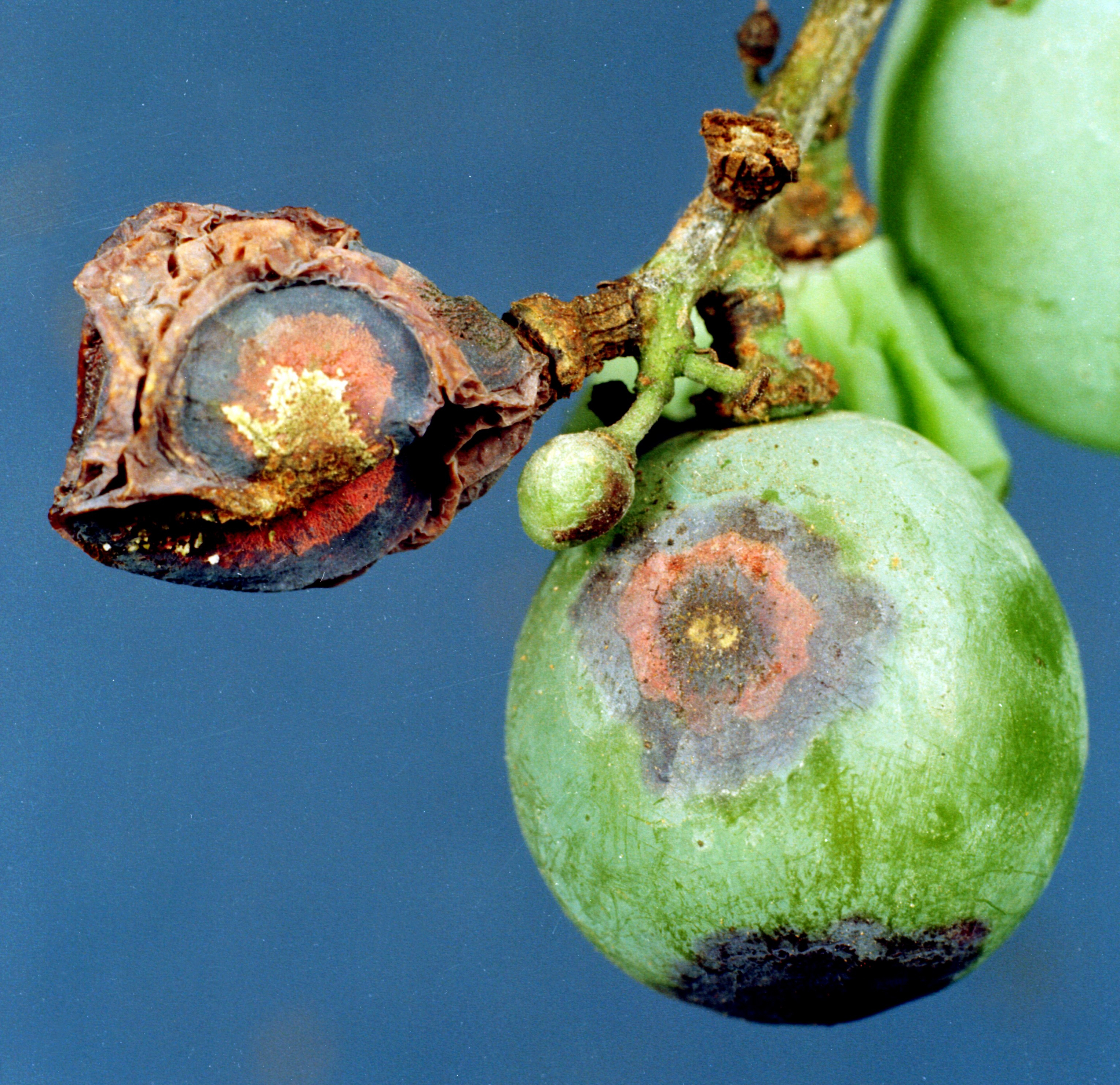
Antraknoza winogron

Antraknoza owoców – grzybowa choroba owoców wielu roślin wywołana przez Colletotrichum gloeosporioides. Wśród roślin uprawianych w Polsce Colletotrichum gloeosporioides jest przyczyną następujących chorób:
- antraknoza owoców żurawiny,
- antraknoza winogron[1],
- gorzka zgnilizna wiśni[2].

Oprócz antraknozy owoców Colletotrichum gloeosporioides u wielu gatunków roślin powoduje także antraknozy całych roślin.